# Lit-et-Mixe
Lit-et-Mixe é uma comuna francesa na região administrativa da Nova Aquitânia, no departamento Landes. Estende-se por uma área de 117,33 km². Em 2010 a comuna tinha 1 671 habitantes (densidade: 14,2 hab./km²).